# التسلسل الزمني للحرب العالمية الأولى
الحرب العالمية الأولى نزاع دولي ، وصراع دمويّ، استمرّ مدةّ أربعة أعوام، امتدّ خلالها ليشمل معظم أنحاء العالم، وكانت بدايته في سنة 1914م في أوروبّا، بين كفّتَي الصّراع، وهما: دول الوسط بمشاركة ألمانيا والدولة العثمانية والنّمسا وبلغاريا ، ودول الحلفاء بمشاركة بريطانيا ، وفرنسا ، وروسيا ، والولايات المتّحدة الأمريكيّة. أمّا نهايته، فكانت في سنة 1918م، عندما استسلمت ألمانيا.
| المتحاربين                     | المتحاربين                 |
| دول الوسط                      | دول الحلفاء                |
| ------------------------------ | -------------------------- |
| الإمبراطورية الألمانية         | الإمبراطورية البريطانية    |
| الدولة العثمانية               | الجمهورية الفرنسية الثالثة |
| الإمبراطورية النمساوية المجرية | الإمبراطورية الروسية       |
| مملكة بلغاريا                  | الولايات المتحدة الأمريكية |

## الأحداث

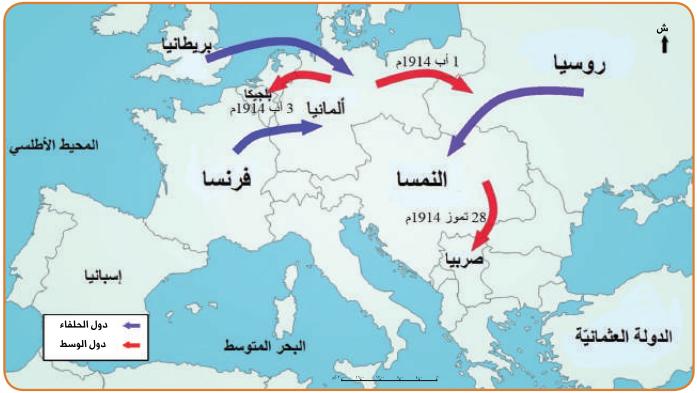
خريطة مجريات الحرب العالمية الأولى.

أعلنت النّمسا الحربَ على صربيا بتاريخ 28 / 7 /1914م، فتدخّلت روسيا إلى جانب الصّرب؛ بذريعة حماية مصالحها في البلقان، فما كان من ألمانيا إلّا أنّ تدخّلت إلى جانب النّمسا، فأعلنت الحرب على روسيا أوّلاً ، وبعد يومين على فرنسا، عن طريق بلجيكا؛ متذرّعة بالضّرورة العسكريّة، على الرّغم من أنّ بلجيكا كانت تتبنّى سياسية الحياد؛ ما سوّغ لبريطانيا التّدخّل، وإعلان الحرب على ألمانيا؛ بحجّة الدّفاع عن بلجيكا. كما تدخّلت الدّولة العثمانية لصالح قوّات الوسط ضدّ روسيا، في حين شاركت إيطاليا إلى جانب الحلفاء.

### المرحلة الأولى
تميّزت بعدم قدرة الألمان على اجتياز الحدود الشماليّة لفرنسا حتّى نهاية الحرب؛ بسبب اعتماد الطّرفين على حرب الخنادق، وقيام بريطانيا بشنّ حرب ضدّ الدّولة العثمانية، ومحاولتها احتلال ممرّ الدّردنيل، واستخدام الألمان الغازات السّامّة، وحرب الغوّاصات بينها وبين بريطانيا.

واشتُهر عام 1916م بحربين رئيستَيْن، الأولى: حرب الفردان بين القوّات الفرنسية والألمانية، وقد أوقف فيها الفرنسيّون تقدُّم الألمان، بعد أن رفعوا شعار (لن يمرّوا). والثّانية: عُرفت بحرب السّوم بين البريطانيّين والألمان، وتميّزت باستخدام الدّبّابة لأوّل مرّة في التاريخ على يد البريطانيّين.

تمكّنت روسيا في بداية الحرب من تدمير نصف الجيش النّمساويّ في فترة قياسيّة؛ ما دفع ألمانيا والنّمسا إلى التّركيز على هذه الجبهة، وبالتّالي هزيمة الرّوس بعدد من المعارك المتتالية، نجم عنها هروب الجنود الرّوس من ميادين القتال، واستياء الشّعب الرّوسيّ من حكومته، وانتشار المظاهرات في المدن الرّوسيّة الكبرى، وقد استغلّ الحزب الشّيوعيّ هذه الأوضاع؛ فقام بالثّورة البلشفيّة عام 1917م، وإسقاط النظام القيصريّ، والاتّصال بالألمان، وتوقيع معاهدة (برست ليتوفسك) في شهر ديسمبر (كانون الأوّل)، ونصّت على ضمّ ألمانيا لأراضي دول البلطيق، وبولندا، وأوكرانيا، وإعادة روسيا للأراضي الّتي استولت عليها من الدّولة العثمانية، وإعطاء الأرمن حقّ تقرير المصير، ودفع تعويضات حربيّة، ثمّ خرجت روسيا من الحرب نهائيّاً.

### المرحلة الثانية
تميّزت بدخول الولايات المتّحدة الأمريكية الحرب إلى جانب الحلفاء؛ بسبب استخدام الألمان حرب الغوّاصات وهجومهم على بعض سفن الولايات المتّحدة الأمريكية التّجاريّة، وعلى سواحلها، ومخازن أسلحتها؛ حيث كانت ألمانيا تتخوّف من وصول هذه الأسلحة إلى الحلفاء. وتشجيع الألمان للمكسيك باستعادة أراضيها الّتي انتزعتها أمريكا منها في السّابق، كولاية تكساس، وأريزونا، وكاليفورنيا، وتحوّل الموقف الأمريكيّ، والرّأيّ العامّ الأمريكيّ باتّجاه الدّخول في الحرب؛ ما أدّى إلى تغيير موازين القوى لصالح دول الحلفاء.

وما إن جاءت عام 1918م إلّا وأعلنت ألمانيا استسلامها، واستعدادها لتوقيع هدنة؛ بسبب الهزائم الّتي مُنيت بها الدّولة العثمانيّة حليفتها في الوطن العربي، وتراجع الرّوح العسكريّة للالألمان، بعد أن رفدت القوّات الأمريكيّه الحلفاء بعدد كبير من الجنود، وبكمّيّات كبيرة من الأسلحة الحديثة، إضافة إلى نقص الموادّ التّموينيّة والغذائيّة اللّازمة لاستمرار الحرب.